# Абдуллаев, Машаллах Бабакиши оглы
Машаллах Бабакиши оглы Абдуллаев (азерб. Maşallah Babakişi oğlu Abdullayev; 27 мая 1950, Капанакчи, Касум-Исмаиловский район — 26 октября 2022, Геранбойский район) — майор, военнослужащий Вооружённых сил Республики Азербайджан, Национальный Герой Азербайджана (1992).

## Биография
Родился Машаллах Абдуллаев 27 мая 1950 года в селе Капанакчи, Геранбойского района, Азербайджанской ССР. Родители Машаллаха родом из района Дареляяз в Западном Азербайджане. До восьмого класса мальчик учился в средней школе № 1 города Геранбой. В 1965 году Абдуллаев устроился на работу в компанию по эксплуатации субартезианских скважин. В 1969 году был призван на срочную военную службу в ряды Вооружённых сил Советского Союза. Демобилизовался в 1971 году. Некоторое время трудился на Нефтяных Камнях в объединении «Азнефть». В 1975 году поступил на обучение в Бакинский техникум физической культуры. Окончив его, он по направлению был трудоустроен в Геранбое, в среднюю школу № 1 города, где в своё время учился сам.
С началом армяно-азербайджанского конфликта Машаллах Абдуллаев принимал участие в боевых действиях. Он создал отряд добровольцев в Геранбойском районе. Принимал участие в освобождении от оккупации нескольких сёл, в том числе Агджакенда. В боях проявлял мужество и отвагу. Защищал мирное население от преследования и уничтожения.
Машаллах Абдуллаев был избран депутатом Верховного Совета Республики Азербайджан по избирательному округу № 220.
В 1992 году на Абдуллаева была возложена ещё одна сложная и ответственная задача. Он был назначен заместителем командира бригады при Министерстве обороны Республики. Эта бригада контролировала Тертер, Геранбой и Евлах. Данное воинское подразделение сыграло неоценимую роль в очищении Геранбоя и Агдара от сил противника. С 1992 по 1993 год Машаллах Абдуллаев, дослужившийся до звания майора, занимал пост главы Исполнительной власти Геранбойского района Республики Азербайджан.
В последнее время находился на пенсии, занимался личным подсобным хозяйством. Являлся председателем Геранбойского районного Совета ветеранов войны, труда и Вооружённых сил Азербайджанской Республики. За храбрость генерал Машаллах Абдуллаев удостоен премии имени Асадова.
Был женат, воспитал одного ребёнка.
Умер 26 октября 2022 года.

## Память
Указом Президента Азербайджанской Республики № 6 от 23 июня 1992 года Машаллаху Бабакиши оглы Абдуллаеву было присвоено звание Национального Героя Азербайджана.
В 2015 году писатель Вугар Аскеров написал книгу о боевом пути, жизни и боях в Геранбое и Агдаре. Редактором книги является Отархан Эльтаджян, а консультантами-заместитель директора Института истории, профессор Джаби Бахрамов и народный поэт Нариман Гасанзаде.